# Крендель

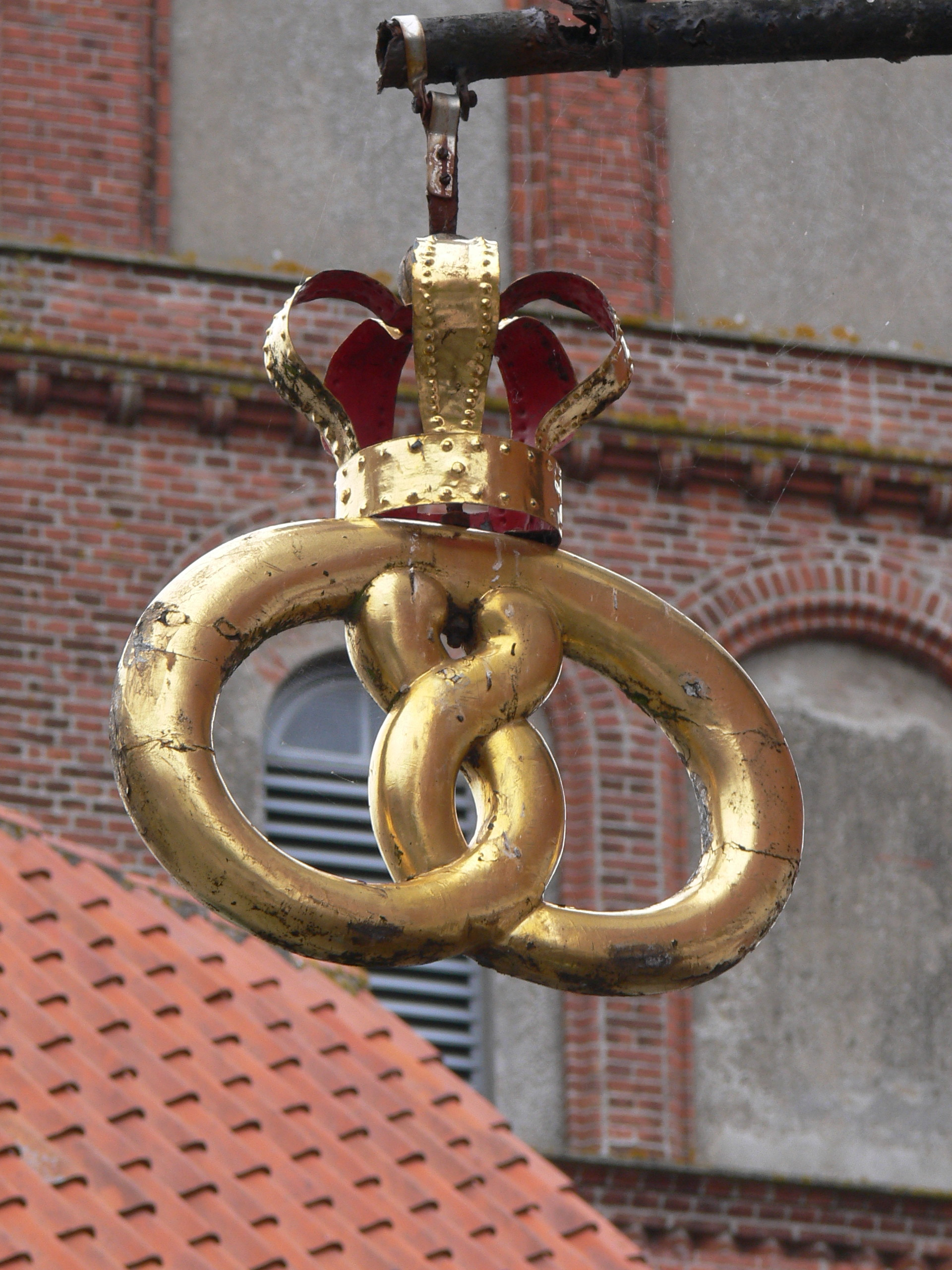

Крендель — північноєвропейський хлібобулочний виріб зі здобного тіста, нагадує своїм виглядом букву «В». У Німеччині та країнах Північної Європи часто зображується як емблема на вивісках хлібних магазинів і пекарень.